# QF 2 ponder

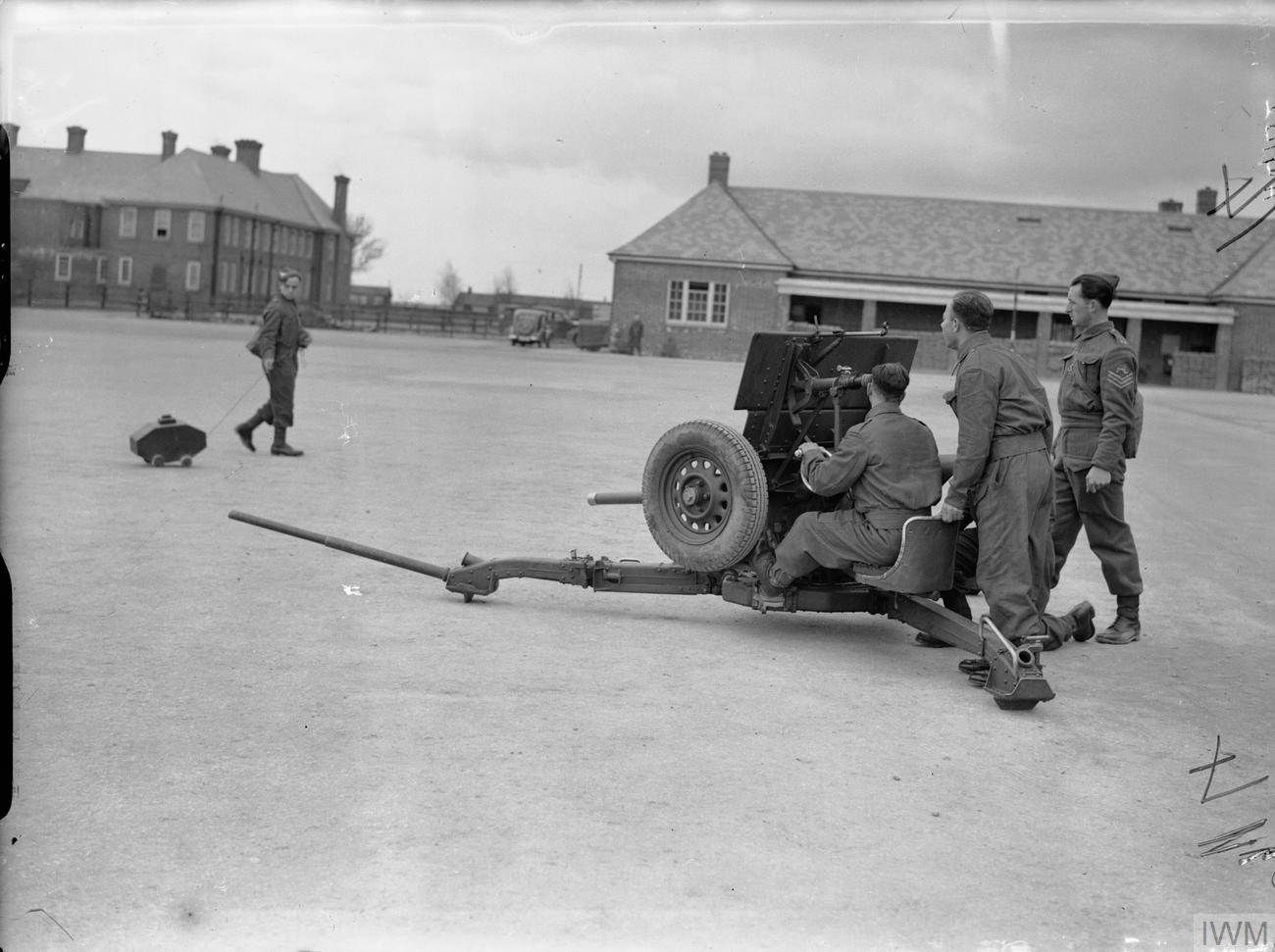
onderstel Mk I, met opgetrokken wielen

De Ordnance QF 2-pounder (vrij vertaald: Artillerie snelvuur 2 ponder), kortweg tweeponder, was een Brits kanon bedoeld tegen tanks tijdens de Tweede Wereldoorlog. Dit kanon heeft een kaliber van 40mm en was beschikbaar op een zelfstandige affuit, maar werd ook ingebouwd in vele  tanks en pantservoertuigen. Het wapen heet tweeponder omdat het afgeschoten projectiel twee pond weegt.
Het werd vóór de oorlog ontwikkeld en was tot 1942 het belangrijkste wapen van de Britten tegen tanks. Vanaf 1942 werd het kanon geleidelijk vervangen door de grotere en sterkere zesponder (Ordnance QF 6-pounder), met name in tanks. In pantservoertuigen was geen ruimte voor het zwaardere kanon, zodat deze de tweeponder bleven gebruiken. Bij de oorlog in Europa (en Noord-Afrika) werden de pantsers van tanks steeds dikker, zodat de tweeponder daar steeds meer verouderde, al werd dit deels gecompenseerd met technische verbeteringen in munitie. In de oorlog tegen Japan bleef het wapen effectief, omdat Japan lichte tanks bleef gebruiken.
Er werden voor de tweeponder twee types onderstel ontworpen. Bij de Mk I konden de wielen worden opgetrokken, voor meer stabiliteit, al was het ook mogelijk het kanon staande op de wielen te gebruiken. Bij het onderstel Mk II werden de wielen voor gebruik gedemonteerd. Omdat bleek dat als de tweeponder achter een voertuig getrokken werd het wapen nogal leed, werd het vaak op een voertuig gedragen. Hierbij werden de wielen gedemonteerd en kon het vanaf het voertuig afgevuurd worden. Dit verbeterde de mobiliteit aanzienlijk.
Het kanon mag niet worden verward met de QF 2-pounder naval gun, dat, zoals al blijkt uit de naam, in de marine werd gebruikt. Dit was een snelvurend luchtafweerkanon, met hetzelfde gewicht projectiel.

## Galerij

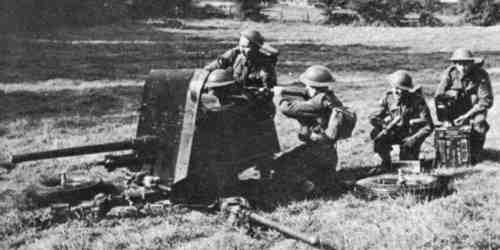
Tweeponder, klaar voor actie, 1939-40
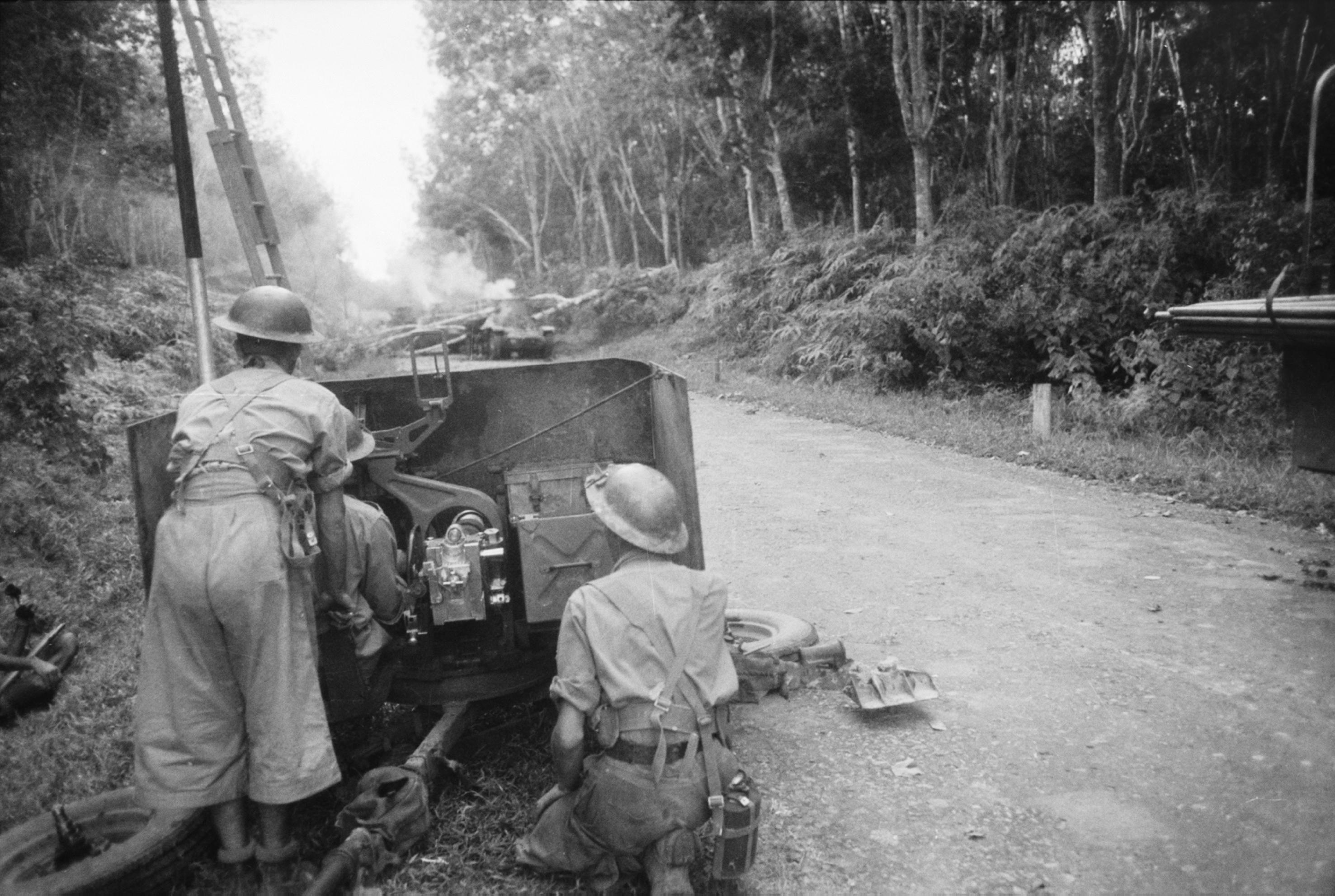
In Australische dienst, Maleisië, 1942
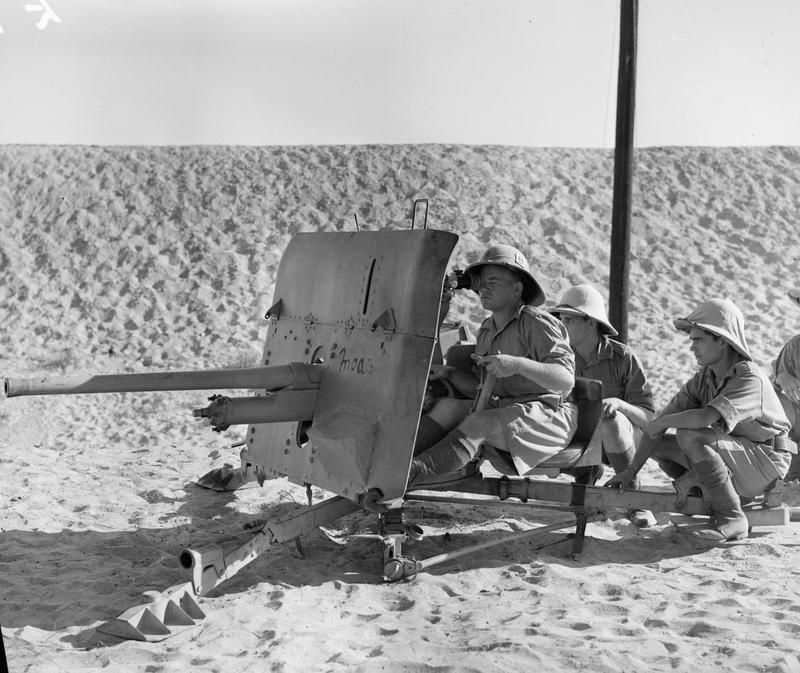
In Franse dienst, Noord-Afrika, circa 1942
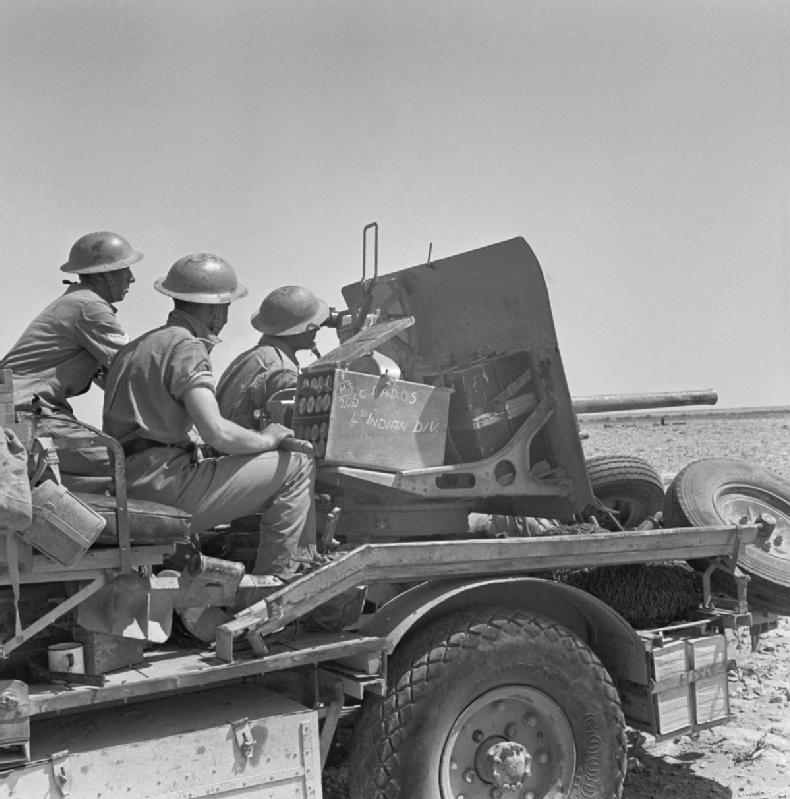
Op vrachtwagen, Noord-Afrika, 1941
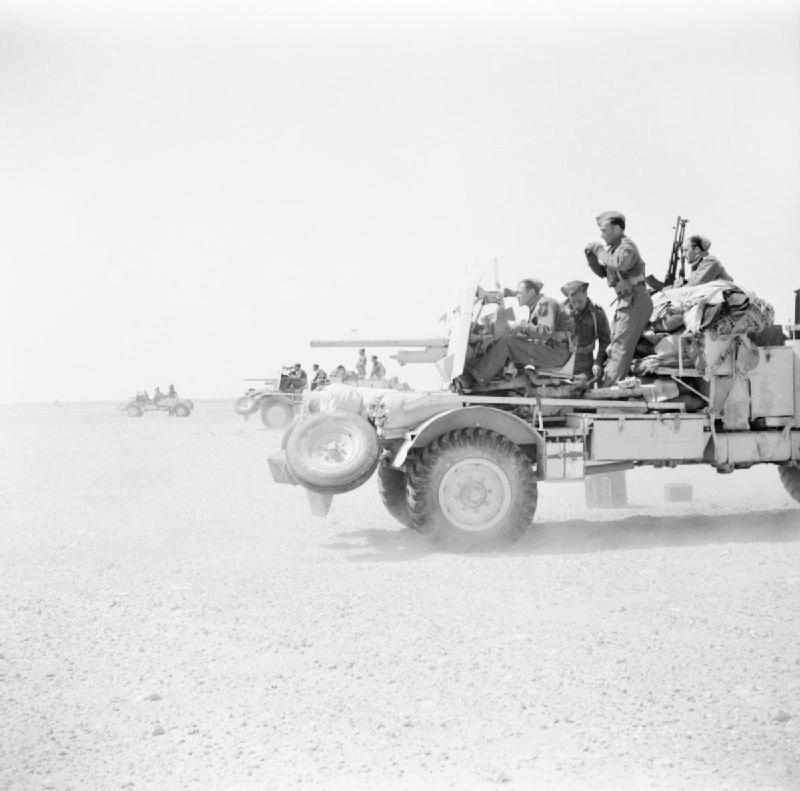
Op vrachtwagen, Noord-Afrika, 1942: de gedemonteerde wielen worden mee vervoerd (links)
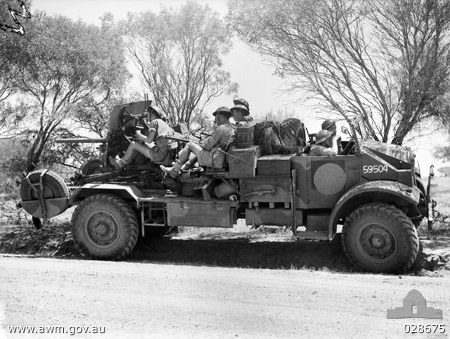
Op vrachtwagen, in Australische dienst, 1942
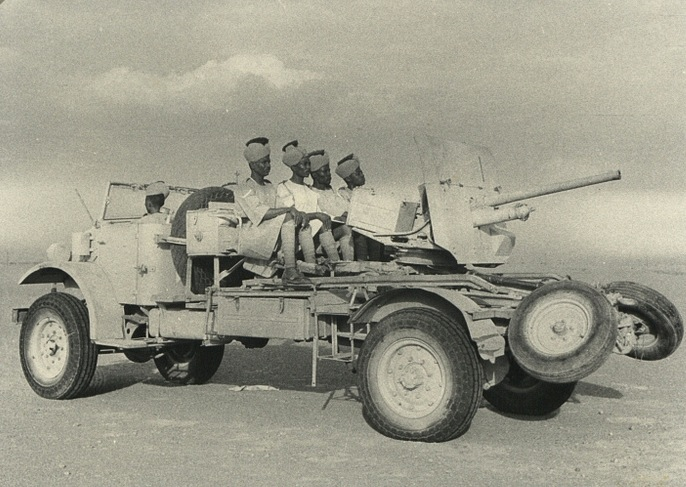
Op vrachtwagen, in Australische dienst, 1942
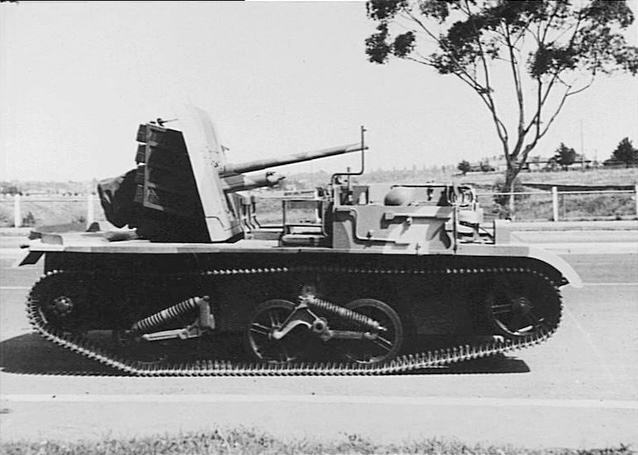
Op universal carrier, circa 1943
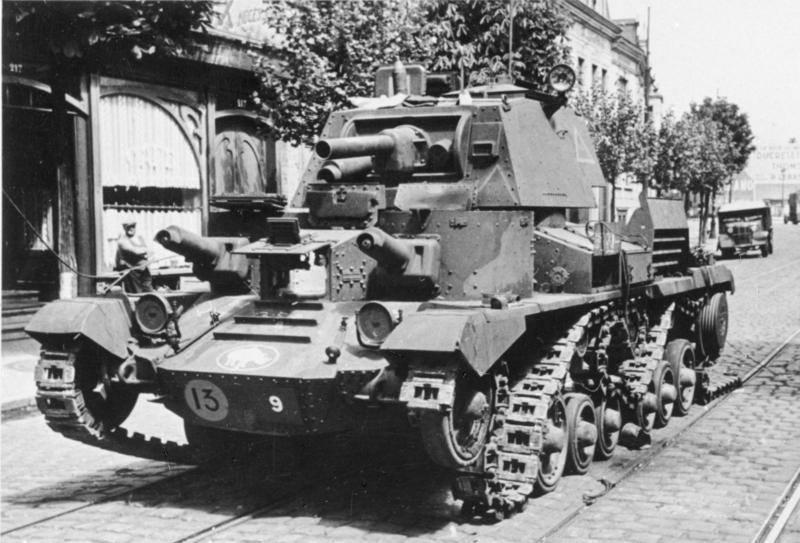
In Cruiser Mk I, Calais, 1940
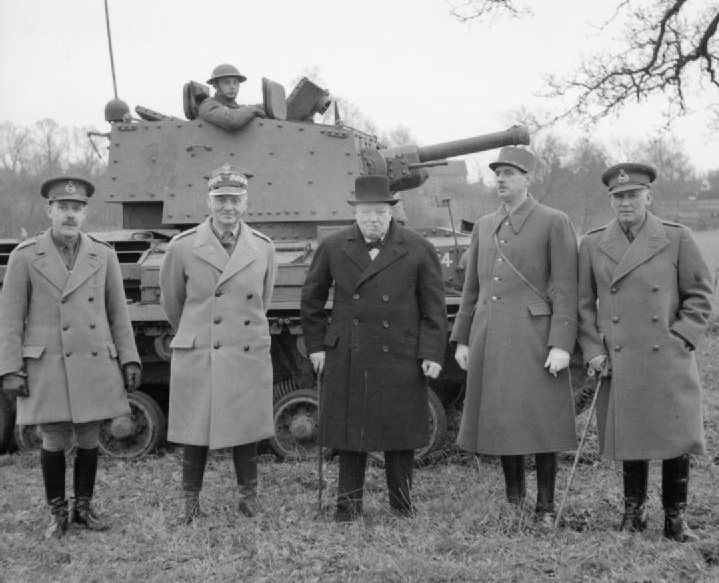
In Cruiser Mk II, VK, 1941: demonstratie voor hoogwaardigheidsbekleders
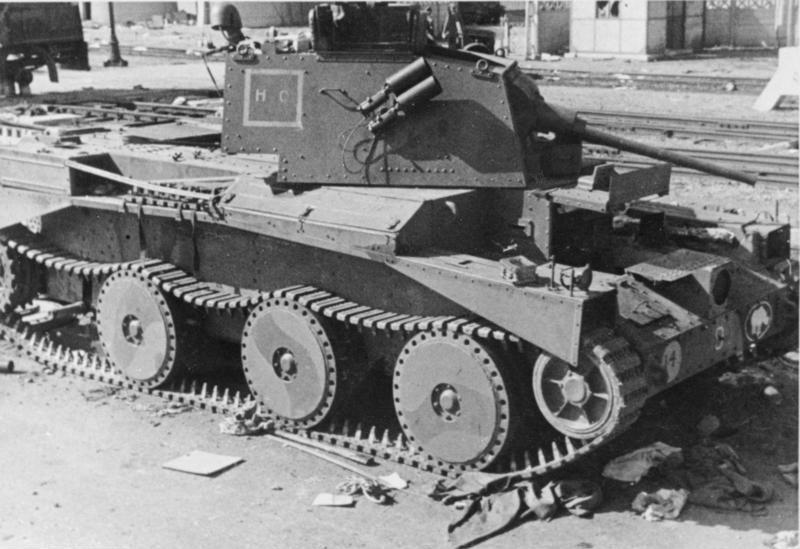
In Cruiser Mk III, Calais, 1940
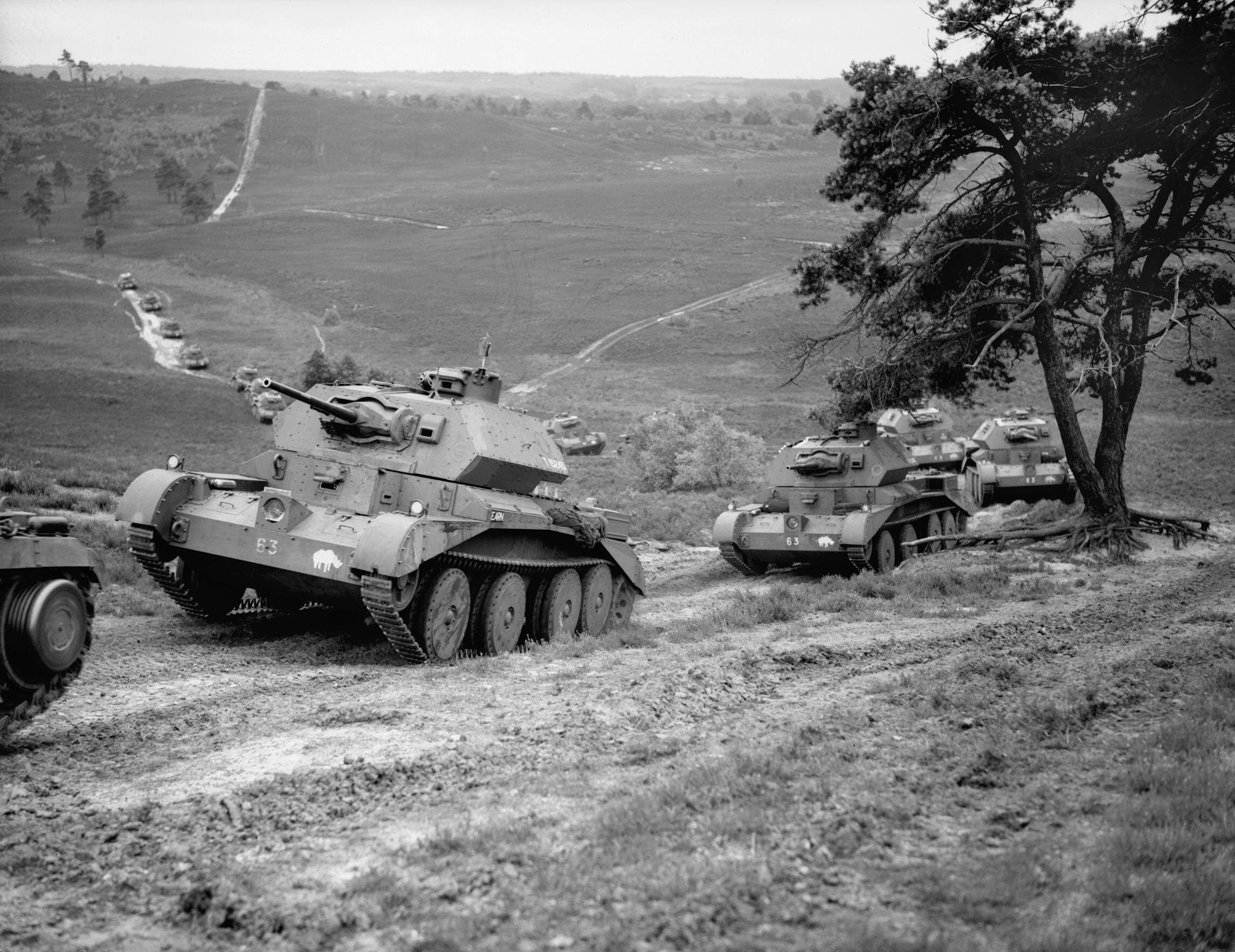
In Cruiser Mk IV, VK, 1940
In Cruiser Mk V (Covenanter), VK, 1942
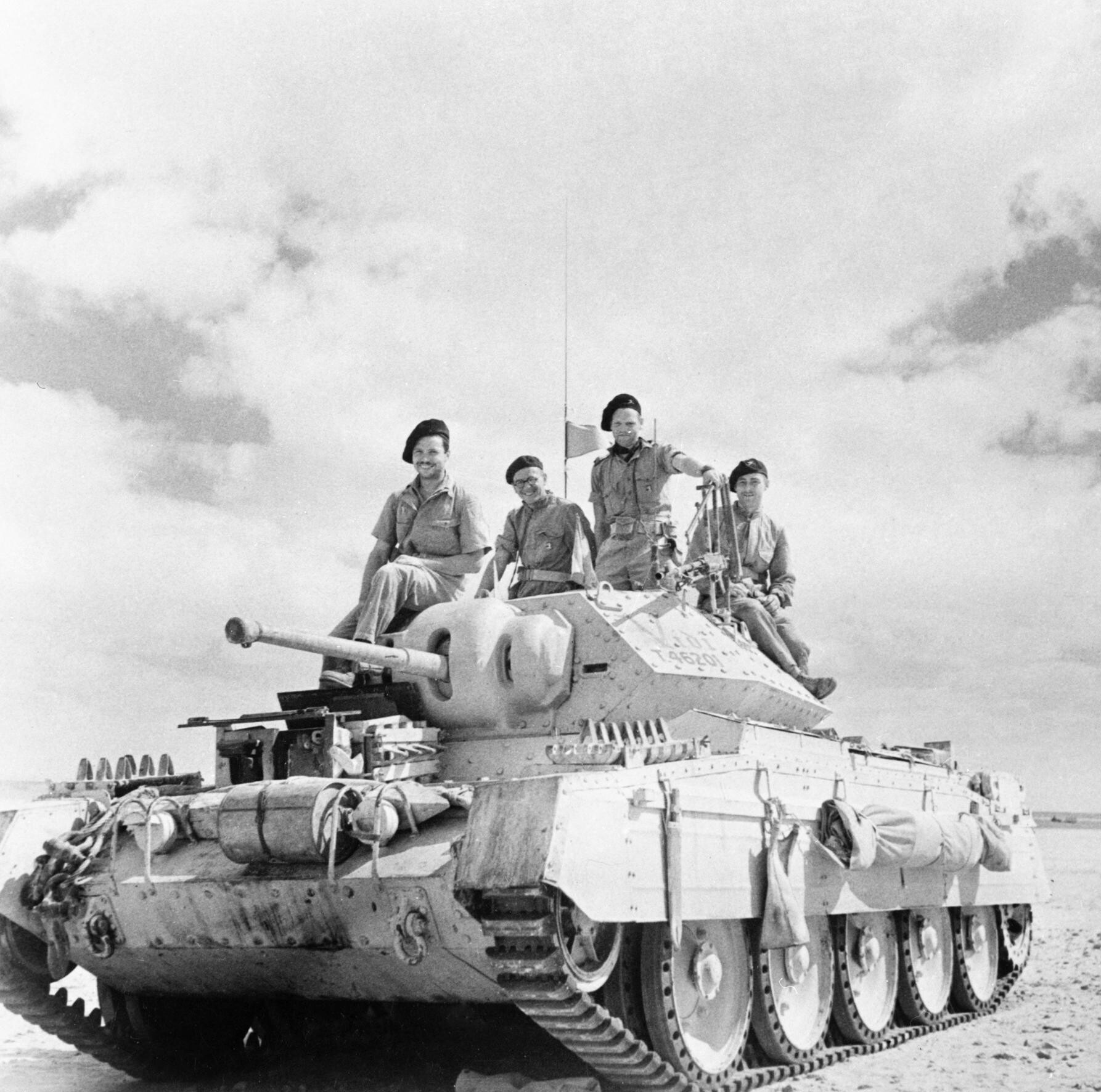
In Cruiser Mk VI (Crusader), Noord-Afrika, 1942
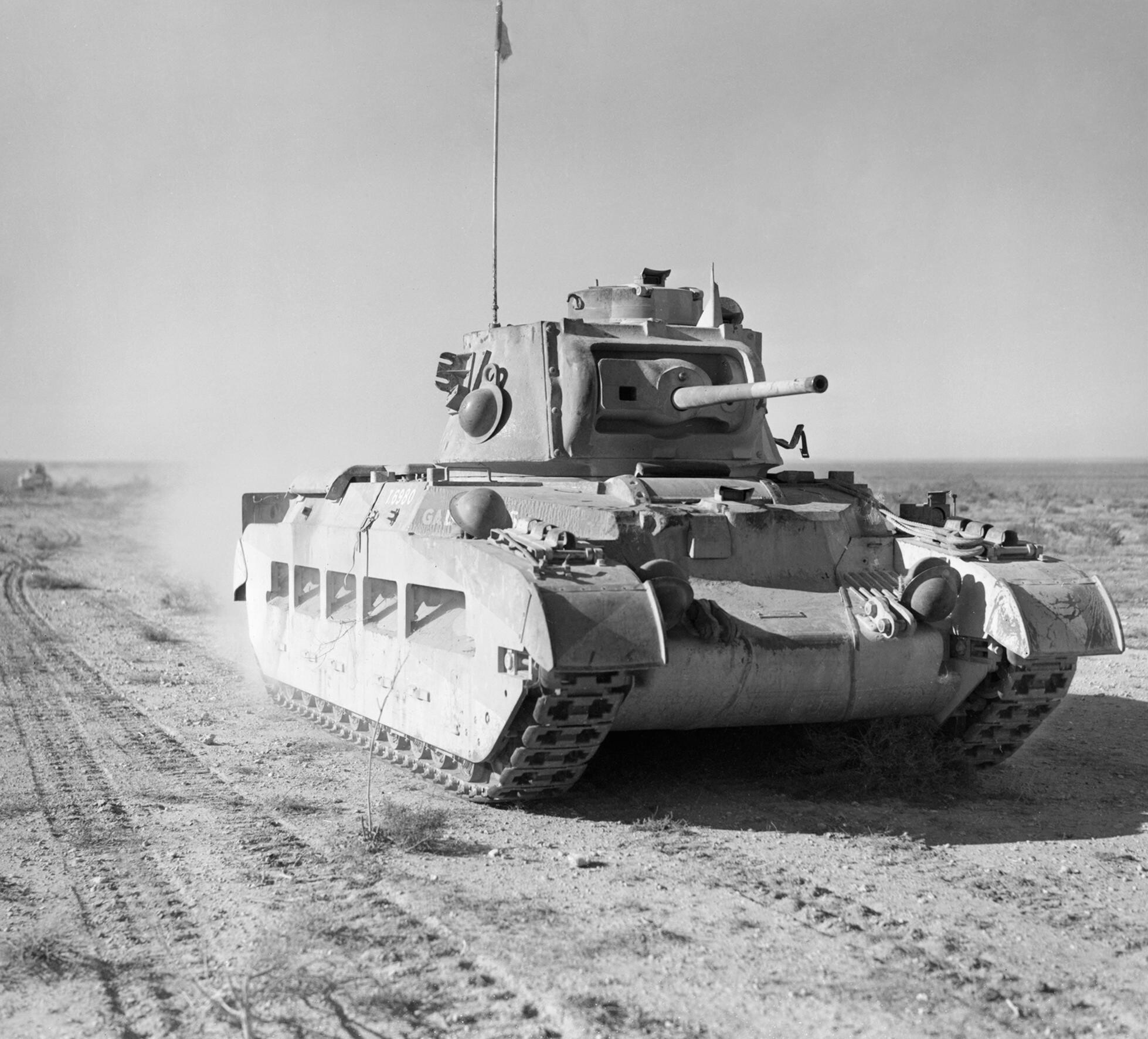
In Matilda, Noord-Afrika, 1940
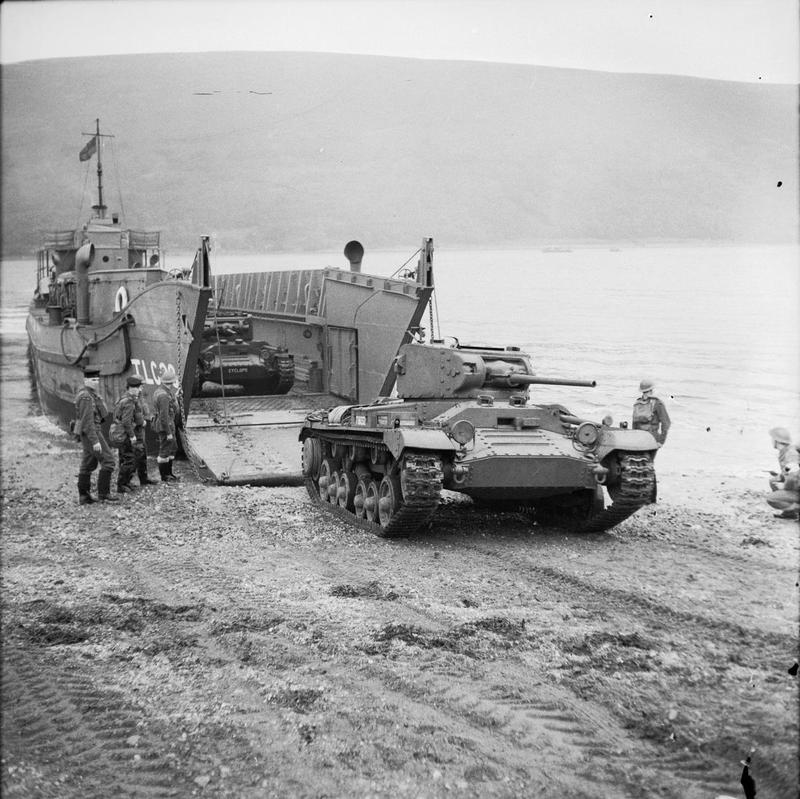
In Valentine tank, VK, 1941
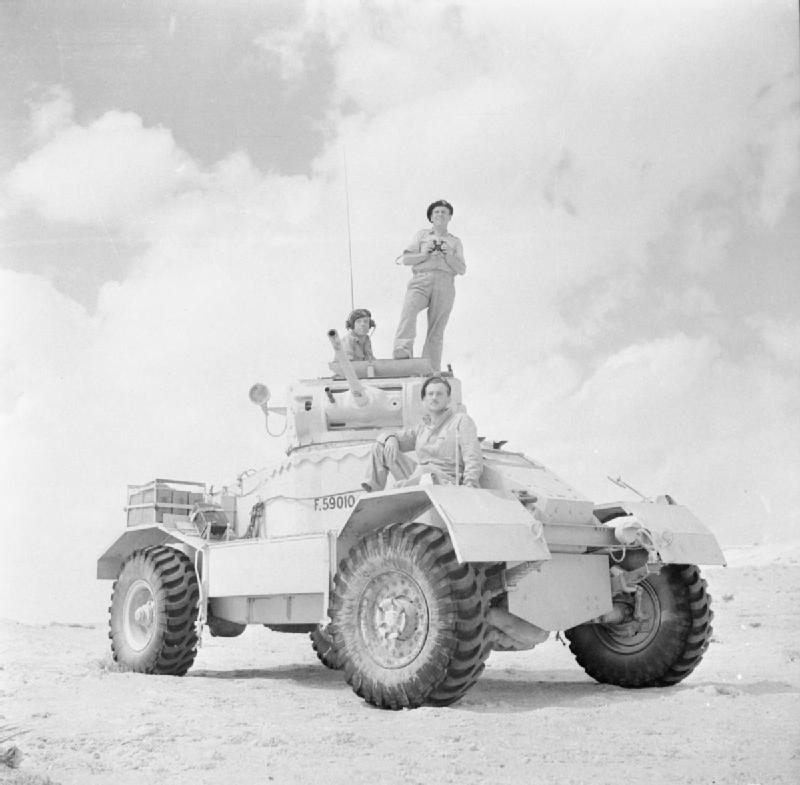
In AEC pantserwagen, Noord-Afrika, 1942